# دانشگاه بخارست
دانشگاه بخارست یا دانشگاه بوخارست (به رومانیایی: Universitatea din București) که بیشتر با نام مخفف UB در رومانی شناخته می‌شود یک دانشگاه دولتی است که در سال ۱۸۶۴ تأسیس شد.
براساس رتبه بندی QS این دانشگاه رنکینگ 250 جهانی را کسب کرده است.